# Euplexia pamprepta
Euplexia pamprepta là một loài bướm đêm trong họ Noctuidae.